# Orsy
Orsy (niem. Orschen) – osada w Polsce położona w województwie warmińsko-mazurskim, w powiecie bartoszyckim, w gminie Górowo Iławeckie. W latach 1975–1998 miejscowość administracyjnie należała do województwa olsztyńskiego.

## Historia
Wieś wymieniana w dokumentach już w 1410 r., jako wieś pruska pod nazwą Arsio. W wieku XV stała się wsią szlachecką. W 1889 r. był tu majątek ziemski o obszarze 759 ha. W tym czasie wieś i majątek należały do rodziny Claffens. Szkoła powstała w połowie XVIII w. W 1935 r. uczyło w niej dwóch nauczycieli i uczęszczało 80 dzieci. W 1983 r. Orsy były PGR-em. We wsi było 15 domów i mieszkało 51 osób.